# WikiPilipinas
《菲律賓維基》（菲律賓語：WikiFilipino，英語：WikiPilipinas）前称为“Wikipiniana”，是一個非學術性質的开放式协同合作网络百科全书，條目内容以介紹關於菲律賓相关主题爲主。菲律賓維基最初原本是维基百科的镜像网站，但由于自身定位更类似菲律宾的综合门户网站，所以可不遵守中立的观点及关注度原则，故收录范围包括更多有关于菲律宾的原创研究，且表示的最大目标是“建立最大的菲律宾知识数据库”。
另外，虽然菲律賓維基面向公众开放阅览的百科全书，但用户须注册才可编辑。
菲律賓維基的所有文章均根据GNU自由文档许可证(GFDL) 获得许可，但在 2011 年 3 月 26 日，它已迁移到知识共享许可协议。

## 另見
- 在线百科全书列表

| 菲律賓维基提供如下语言版本： 菲律賓語菲律賓維基 |

| 菲律賓维基提供如下语言版本： 英語菲律賓維基 |